# Kościół św. Marii Magdaleny w Zborowicach
Kościół św. Marii Magdaleny w Zborowicach – kościół parafialny znajdujący się w miejscowości Zborowice, należącej do powiatu tarnowskiego województwa małopolskiego.

## Historia kościoła
Kościół zbudowano w latach 1530-1541, z kamienia, w stylu gotyckim. W roku 1970 wpisano go do rejestru zabytków.
Świątynia składa się z zamkniętego trójbocznego prezbiterium, szerszej od niego prostokątnej nawy oraz wieży. Wewnątrz znajdują się trzy ołtarze: rokokowy ołtarz główny z barokowym obrazem Ecce Homo w centrum i obrazem św. Marii Magdaleny w zwieńczeniu oraz dwa ołtarze boczne: z figurą Matki Bożej z Dzieciątkiem i z figurą Serca Pana Jezusa. Całość przykrywa pozorne sklepienie kolebkowe, ozdobione bogatą polichromią.